# Sant Fructuós de Rocavella
Sant Fructuós de Rocavella és una antiga església romànica del terme comunal de la Roca d'Albera, a la comarca del Rosselló (Catalunya del Nord).
Era al sud del nucli principal, a l'actual despoblat de Rocavella, al capdamunt del Carrer de Roca Vella. Ha estat considerada tradicionalment la primitiva església parroquial del poble de la Roca. Només en resten algunes ruïnes.

## Història
Hom associa aquesta església amb una antiga Cella Sancti Felici, citada en un document del 834, en el qual l'emperador Lotari la confirmà a Salomó, bisbe d'Elna; posteriorment, una sentència del 835 en confirmaria novament (aquest cop al bisbe Venedari) la pertinença a la diòcesi d'Elna. L'església de sant Fructuós pròpiament, ecclesia Sancti Fructosi de Roca Vella, consta documentalment el 1264, encara que la construcció hagué de ser molt anterior, com ho evidencien els fonaments de l'edifici, del segle IX o del X. Sembla que l'edifici va ser abandonat al segle XVII; la documentació fotogràfica permet constatar que l'edifici era encara relativament ben conservat a mitjan segle xx, però la caiguda del campanar (1960) hauria precipitat la de la resta de l'edificació. En l'actualitat (2013) el temple és arruïnat i només en resta part de l'absis i del mur nord, i un important fragment del mur sud, on hi havia la porta.

## Arquitectura
El temple era de nau única, curta i estreta, però molt alta. Tenia coberta de volta i el rematava un campanar de torre. Com es pot veure a les restes, la construcció era en opus spicatum. L'absis, amb cúpula de quart d'esfera, s'unia a la nau per un arc triomfal ultrapassat. Tenia dues obertures superposades, cosa que faria pensar en una hipotètica cripta, cosa que també avalaria la important alçada del temple.